# Roland, Manitoba
Roland är en ort i Kanada.   Den ligger i provinsen Manitoba, i den sydöstra delen av landet, 1 700 km väster om huvudstaden Ottawa. Roland ligger 259 meter över havet och antalet invånare är 1 002.
Terrängen runt Roland är mycket platt. Runt Roland är det mycket glesbefolkat, med 2 invånare per kvadratkilometer.. Närmaste större samhälle är Carman, 15,4 km norr om Roland.
Trakten runt Roland består till största delen av jordbruksmark.